# Poezja czysta
Poezja czysta (z fr.la poésie pure) – termin w poezji, który oznacza rozumienie poezji jako zjawisko intuicyjne, niezależne od intelektu, związane z przeżyciami.
Nie ma jednej obowiązującej definicji poezji czystej. Przez lata wielu literaturoznawców starało się określić i zdefiniować pojęcie poezji czystej. Dla jednych była absolutem, w którym jedyną rzeczywistością były słowa, pozbawione zdań retorycznych oraz komunikacyjnych. Dla innych była rozumiana jako magia czy też metafizyka. Nazywano ją też „sztuką dla sztuki” oraz przypisywano jej atrybut boski.
Termin ten wywodzi się z epoki romantyzmu. W tej właśnie epoce poezja zawierała wiele wątków nakłaniających do refleksji estetycznej. Refleksja estetyczna była również realizowana przez polskich artystów, nie tylko w zakresie poezji – Adam Mickiewicz, Juliusz Słowacki, Cyprian Norwid, Zygmunt Krasiński, ale również sztuce w ogóle, np. Fryderyk Chopin.
Termin ten najbardziej rozpowszechniony został przez Henriego Brémonda – francuskiego literaturoznawce, kiedyś jezuitę i filozofa katolickiego, jednego z teologicznych modernistów. Jednak błędem jest twierdzenie, że on sam przyczynił się do pojawienia się tego terminu w literaturoznawstwie. Inspiracją dla niego byli m.in. Jacques Maritain (Granice poezji; Fontières de la poésie et d’autres essais, 1926), Nikołaj Bierdiajew (Nowe Średniowiecze; 1924), Thomas Stearns Eliot (Zadania poezji; Conclusion; 1923, w: The Use of Poetry and the Use of Criticism, 1933). Bazując na ich dziełach Brémond stworzył szkołę w Aix- en-Provence dla pisarzy, którzy inspirowali się ideą czystej poezji.
Sztuka, w tym poezja, była w epoce romantyzmu przez wielu rozumiana i podnoszona do rangi religii. Była aktywnością, od której oczekiwano, że przyniesie doznania estetyczne, które ostatecznie zastąpią uczucia religijna. A więc poezją w takim rozumieniu nie musiał być tekst literacki, mógł to być krajobraz, pięknie skomponowana i zagrana muzyka, czy nawet widok osoby, którą darzy się uczuciem. Ale przede wszystkim uczucia religijne, które zbliżały do odczuwania Boskości. Poezja zatem była widziana we wszystkich bytach, które miały zdolność do przeżywania głębokich i realnych uczuć.
Na początku oddzielano poezję od literatury, następnie poezję od niepoezji. Jak pisze Elżbieta Mazur: „poezja zrywała swe związki z retoryką, odchodziła od opisowości, pojawiło się zaufanie do wyobraźni i zainteresowanie językiem, podejmowano wysiłki, aby nadać wypowiedzi poetyckiej czystość i esencjonalność”
Henri Brémond w swoim dziele Historia literacka uczucia religijnego we Francji (Historie littéaire du sentiment religieux en France) (1913-1933) określał poezję czystą wezwaniem do wnętrza i poddania się czemuś większemu. W swoim dziele zwraca uwagę na łączenie poezji z modlitwą czy też z ogólnym pojmowaniem rzeczywistości niematerialnej. Miała ona być lekarstwem w obliczu kryzysu kultury europejskiej, który nastąpił na przełomie XIX i XX wieku, kiedy to m.in. Fryderyk Nietzsche głosił śmierć Boga i religii chrześcijańskiej. Odpowiedzią na ten kryzys były m.in. Nie-Boska Komedia (1835) Z. Krasińskiego, czy też Zbrodnia i kara (1866) F. Dostojewskiego.
W związku z dowolnością w rozumieniu i interpretowaniu tego terminu, twórcy kolejnej epoki, to jest Młodej Polski, odnosili się do niej w nieco inny sposób – poezja, czy też sztuka sama w sobie, miała być swego rodzaju terapią dla osób udręczonych życiem.
Całkiem inne podejście do poezji czystej pojawiło się w dwudziestoleciu międzywojennym, kiedy to zaczęto zadawać sobie pytanie, czy sztuka „ma być celem sama w sobie czy należy jej przypisywać obowiązki wyższego rzędu, moralne bądź obywatelskie”.